# The Protector (US-amerikanische Fernsehserie)
The Protector ist eine US-amerikanische Fernsehserie, welche am 12. Juni 2011 ihre Premiere beim Sender Lifetime feierte. Die Serie besteht aus 13 Folgen in einer Staffel, da der ausstrahlende Sender aufgrund schwacher Quoten von einer Fortsetzung absah. Zu einer deutschsprachigen Ausstrahlung kam es bisher nicht.

## Besetzung
- Ally Walker als Gloria Sheppard[4]
- Tisha Campbell-Martin als Michelle Dulcett[5]
- Miguel Ferrer als Felix Valdez[6]
- Chris Payne Gilbert als Davey „Dave“ Sheppard
- Terrell Tilford als Ramon „Romeo“ Rush
- Thomas Robinson als Leo Sheppard
- Sage Ryan als Nicholas „Nick“ Sheppard

## Wiederkehrende Darsteller
- Larry Joe Campbell als Detective Buerge
- James Hanlon als Detective Van Stone
- Karly Rothenberg als Marlene, Sekretärin von Lt. Valdez
- Marianne Chambers als Nora Fitzpatrick

## Produktion
Die Serie wurde bereits im Jahr 2008 für das US-Network CBS entwickelt. In der damaligen Pilotepisode übernahm Geena Davis die Hauptrolle der Beamtin der Mordkommission. Jedoch wurde nach dem Piloten keine Serie bestellt, weshalb sie zwei Jahre später für den Sender Lifetime umgearbeitet wurde.